# Kat Von D
Kat Von D (настоящее имя Кэтрин фон Драхенберг, нем. Katherine von Drachenberg; род. 8 марта 1982, Нуэво-Леон, Мексика) — американский тату-мастер и галеристка.

## Биография
Родилась в Монтеморелосе, Нуэво-Леон, Мексика, в протестантской семье. Её родители немецкого, испанского и итальянского происхождения, родились в Аргентине. В четырёхлетнем возрасте вместе с семьёй переехала в Лос-Анджелес, выросла в Калифорнии. С 14 лет занимается нанесением татуировок, в 16 лет оставила школу, чтобы полностью посвятить себя этому занятию.
Работала в известном салоне «Miami Ink» с 2005 по 2006 год. В 2007 году открыла свой собственный салон — «LA Ink». Попала в книгу рекордов Гиннеса, сделав 400 татуировок за 24 часа.
Её первая книга High Voltage Tattoo, составленная из её работ и рисунков тату, с предисловием Никки Сикса из Mötley Crüe, вышла в январе 2009 года и достигла #6 места в списке бестселлеров The New York Times Best Seller list. Вторая книга The Tattoo Chronicles, иллюстрированный дневник следующего (2010) года её жизни, была выпущена 26 октября 2010 года. Она достигла #3 места в списке бестселлеров The New York Times Best Seller list.
2 сентября 2010 года Кэт фон Ди открыла арт-галерею и бутик Wonderland Gallery недалеко от своей тату-студии High Voltage Tattoo.

## Личная жизнь
В 2003 году Кэт вышла замуж за татуировщика Оливера Пека, в августе 2007 они развелись.
Позже она начала встречаться с телеведущим Джесси Джеймсом. Фон Ди и Джеймс объявили о своей помолвке 20 января 2011, но 26 июля 2011 Кэт через твиттер сообщила о своем разрыве с Джесси Джеймсом. 18 августа 2011 года пара снова начала встречаться, объявив о помолвке в сентябре 2011, но 24 сентября 2011 года Кэт сообщила, что они опять расстались.
С 2009 по 2010 Кэт встречалась с Никки Сиксом, басистом Motley Crue.
С сентября 2012 года встречалась с известным канадским диджеем Deadmau5. 17 декабря 2012 года диджей сделал Кэт предложение руки и сердца через свой официальный аккаунт в Twitter. Известно, что мастер ответила согласием. Тем не менее, уже осенью Кэт сообщила на своей странице в социальной сети, что их свадьба с ДэдМаусом отменяется, так как Джоэль был пойман на измене.
21 февраля 2018 года вышла замуж за Рафаэля Рейеса, артиста, музыканта, лидера американской группы Prayers. У супругов есть сын — Леафар Фон Ди Рейес (род. 29 ноября 2018 года).
17 апреля 2025 года выложила в социальной сети Instagram пост из православного храма, тем самым подтвердив слухи о своем переходе в православную ветвь христианства.

## Фильмография
- Miami Ink, 2005—2006
- MADtv, April 5, 2008
- The Bleeding — Vanya[14]
- LA Ink, 2007—2011